# بينتابوليس (سيرري)
بينتابوليس (Πεντάπολις) هي مدينة في سيرري في مقاطعة فوريا إلادا في اليونان.
يبلغ عدد سكانها حوالي 1392 نسمة.